# Steen Lerche Olsen
Steen Lerche Olsen (født 17. juni 1886 i København, død 5. maj 1960 i København) var en dansk gymnast, som deltog i OL 1912 og 1920. 

## Gymnastikkarriere
Sammen med 19 andre danske deltagere vandt han i 1912 i Stockholm bronzemedalje i holdgymnastik efter frit system; Norge vandt guld med 22,85 point foran Finland med 21,85 point og Danmark med 21,25 point.
I 1920 i Antwerpen deltog han i samme disciplin, hvor det danske hold på forhånd sikret medalje, da kun to nationer stillede op. Danmark fik 51,35 point på førstepladsen, mens Norge vandt sølv med 48,55 point.